# Diecezja hebrońska
Diecezja hebrońska (łac. Dioecesis Hebronensis) – historyczna diecezja ze stolicą w Hebronie w Królestwie Jerozolimskim. Biskupi hebrońscy byli sufraganami łacińskich patriarchów Jerozolimy.
Obecnie istnieje tytuł biskupa Hebronu przyznawany biskupom tytularnym. Ostatnim tytularnym biskupem hebrońskim był zmarły 1968 brazylijski biskup Pedro Massa. W XIX w. tytularnym biskupem Hebronu był wrocławski biskup pomocniczy Bernard Bogedain.

## Historia
W IV wieku Euzebiusz z Cezarei określił Hebron jako większą osadę wokół Makpeli z grobami biblijnych patriarchów. Miejsce opisał w 333 Pielgrzym z Bordeaux w swym dziele Itinerarium Burdigalense. W czasie konkwisty muzułmańskiej Hebron stało się jednym z czterech świętych miast islamu. hebron zdobyto podczas I wyprawy krzyżowej w roku 1100. Starożytne sanktuarium z grobem patriarchów zamieniono w Kościół św. Abrahama. Pieczę powierzono augustianom. Diecezję ustanowiono w 1167 roku. Podlegała łacińskiemu patriarchatowi Jerozolimy. Pierwszym biskupem został Rainaldus (1167-1170), spokrewniony z Fulkiem, patriarchą jerozolimskim. W XIV wieku Hebron stał się stolicą tytularną Kościoła łacińskiego.

### Biskupi tytularni Hebronu po 1836
Po roku 1836 tytularnymi biskupami hebrońskimi byli:
- Franz Arnold Melchers (1836–1851)
- Lajos Haynald (1852)
- Gaetano Pace-Forno O.E.S.A. (1857)
- Bernard Bogedain (1857–1860)
- Gaspard Mermillod (1864–1883)
- Mihail Petkov (1883–1921)
- Giordano Corsini (1922–1923)
- Alexander MacDonald (1923–1941)
- Pedro Massa S.D.B. (1941–1968)
- wakat (1968 – nadal)